# سيلة آل هلابي
تقع السيلة بمحاذاة الجبل الشرقي من وادي عمد، محافظة حضرموت ، وهي تنسب لسكانها (آل هلابي)، إذ لايسكن أي أحد إلا أهلها الأصليين، وهي من المناطق القلائل في الوادي المتعارف عليها بعدم وجود دخلاء أو أغراب فيها وذلك من قديم الزمان.
وتعتبر السيلة مركز بل رأس قبيلة الجعدة من آل مرة -أكبر قبائل الوادي- منذ أكثر من 100 عام برغم كثرة الخلافات في هذا الموضوع.